# Crapaud vert
Pour les articles homonymes, voir Bufo persicus.
Bufotes viridis
Espèce
Synonymes
- Bufo viridis Laurenti, 1768
- Pseudepidalea viridis (Laurenti, 1768)
- Bufo schreberianus Laurenti, 1768
- Rana sitibunda Pallas, 1771
- Bufo cursor Daudin, 1803
- Rana picta Pallas, 1814  "1831"
- Bufo roseus Merrem, 1820
- Bufo variabilis var. crucigera Eichwald, 1831
- Bufo longipes Bonaparte, 1840
- Bufo persicus Steindachner, 1867
- Bufo viridis var. lineata Ninni, 1879
- Bufo viridis var. concolor Camerano, 1884  "1883"

Statut de conservation UICN

 LC  : Préoccupation mineure
Bufotes viridis, le Crapaud vert, est une espèce d'amphibiens de la famille des Bufonidae.

## Répartition

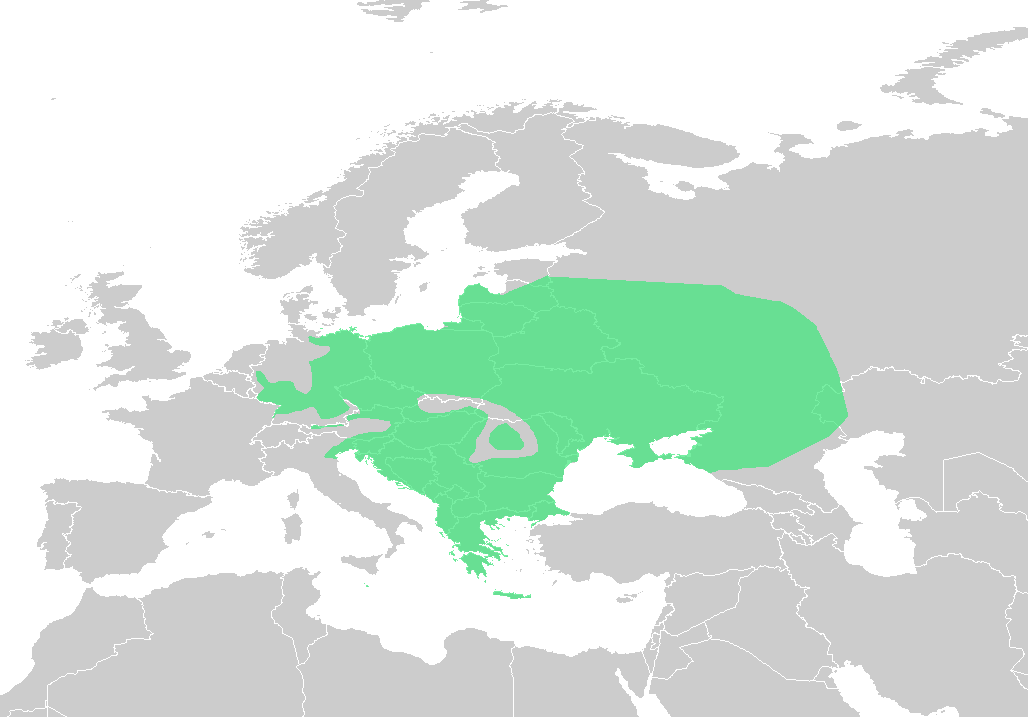
Distribution

Cette espèce se rencontre jusqu'à 2 000 m d'altitude, :
- dans l'est de la France et en Corse, en Allemagne, en Autriche, en République tchèque, en Hongrie et en Slovaquie ;
- en Pologne, en Lituanie, en Lettonie, en Estonie et en Biélorussie ;
- dans l'Extrême Nord-Est de l'Italie, en Slovénie, en Croatie, en Bosnie-Herzégovine, en Serbie, au Monténégro, au Kosovo, en Macédoine et en Albanie ;
- en Grèce, en Bulgarie, en Roumanie, en Moldavie, en Ukraine, dans l'ouest de la Russie et au Kazakhstan.
- au Danemark et en Suède, elle est présente sur quelques petites îles du Comté de Scanie et sur l'îlot artificiel de Peberholm[3].

Elle a disparu de Suisse.

## Habitat

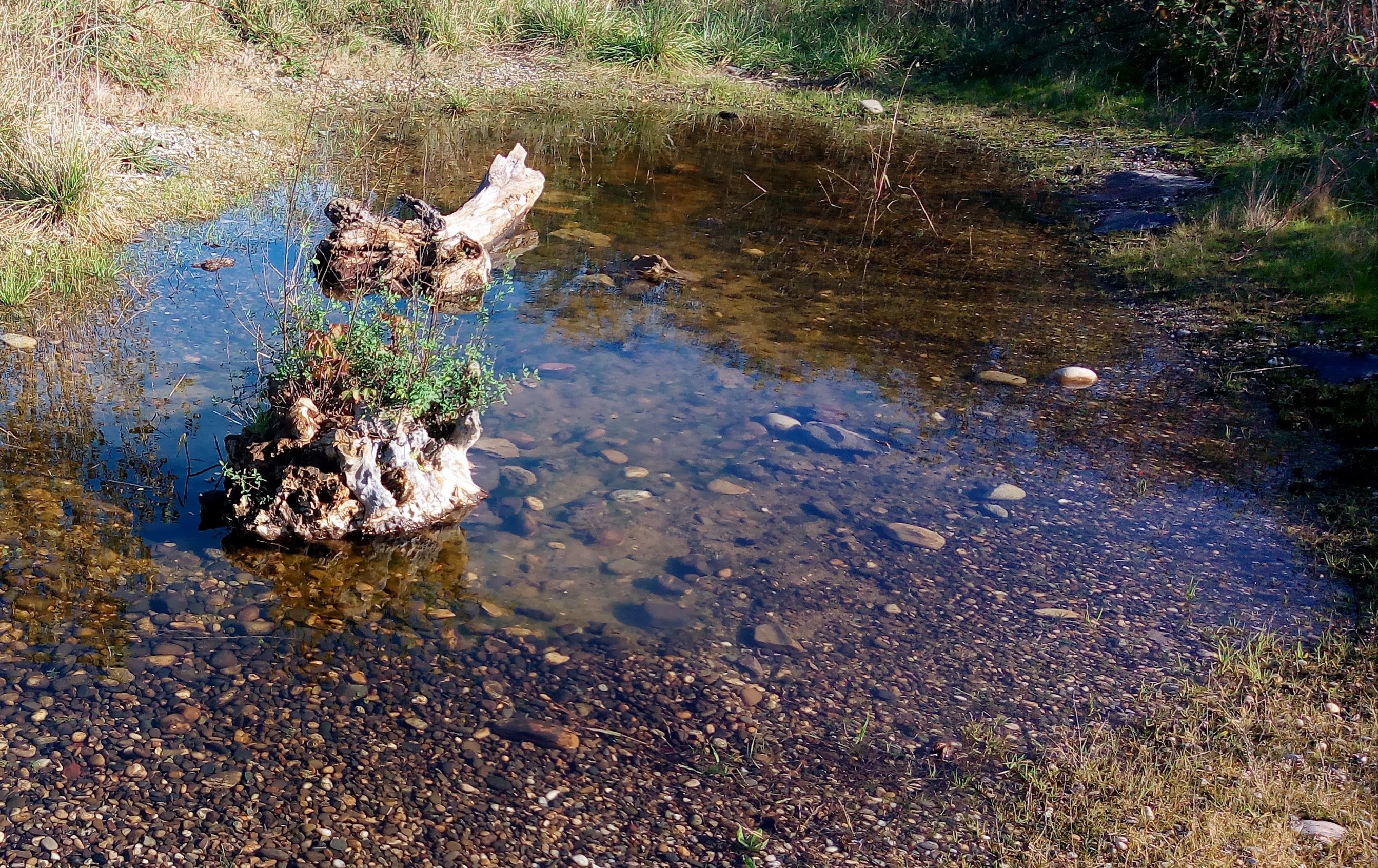
Mare aux bordures peu végetalisées, aménagée spécifiquement pour la préservation du crapaud vert à Wittenheim, en France

Le crapaud vert vit dans des terres sableuses.

## Description

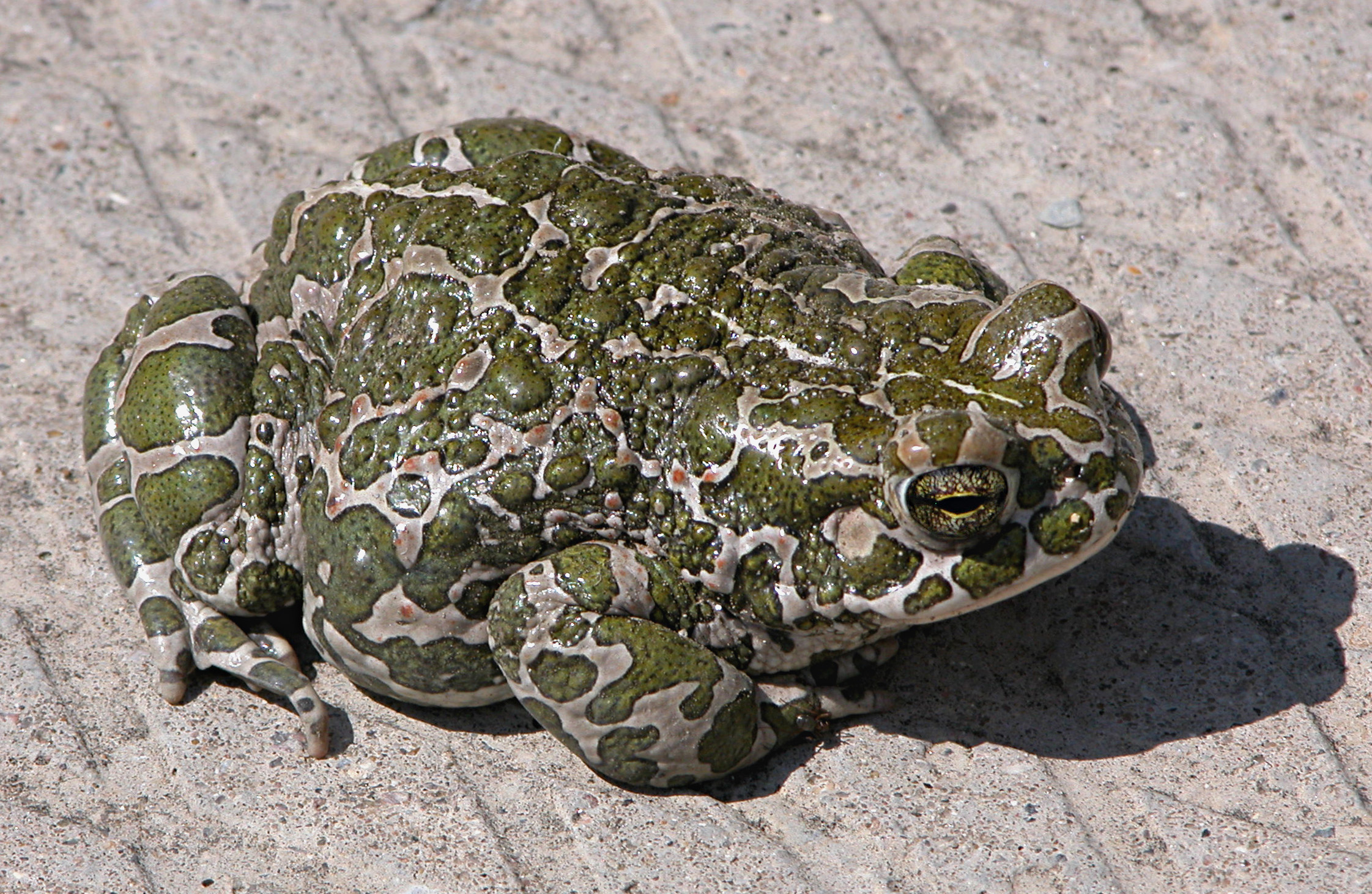
Bufotes viridis

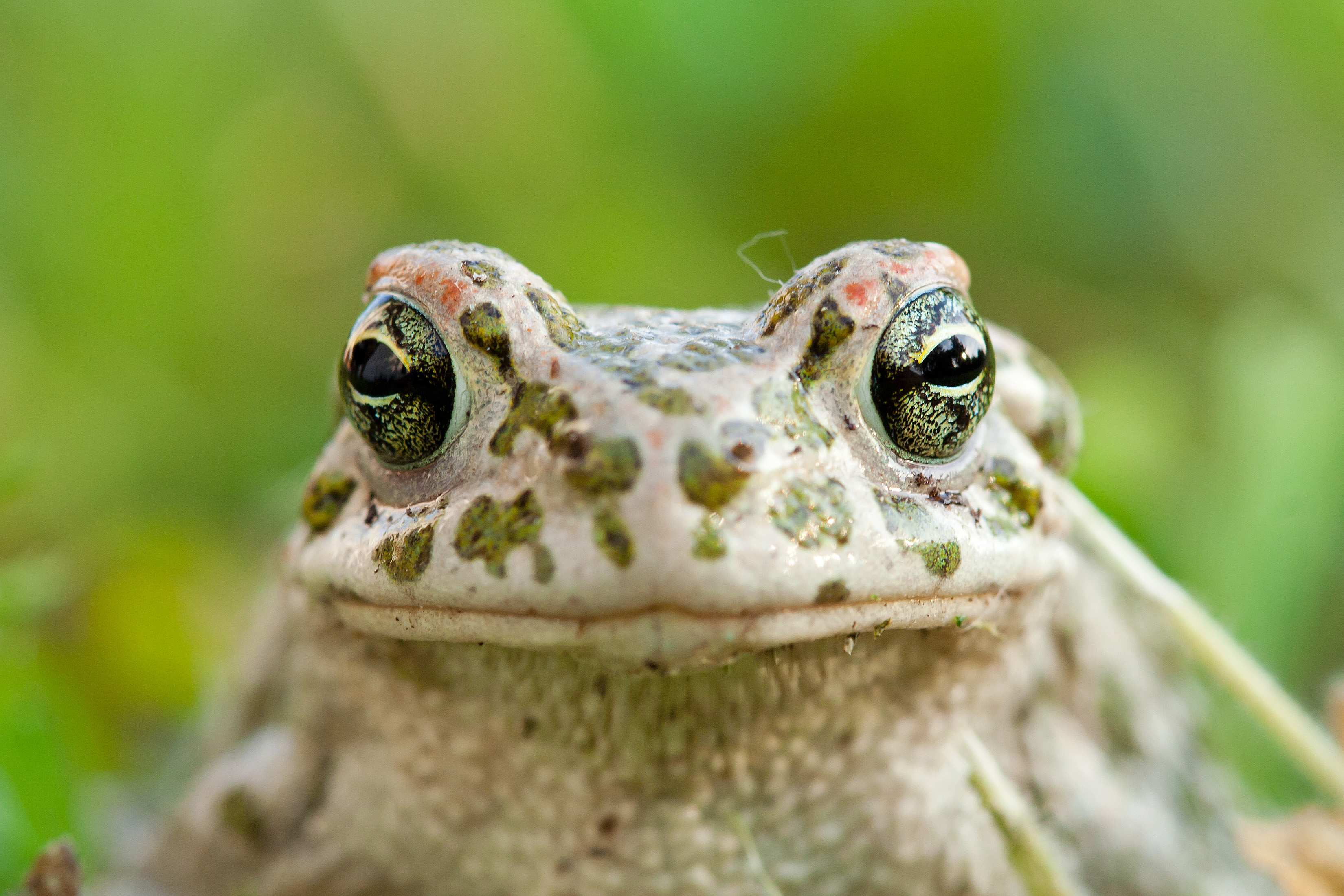
Bufotes viridis

C'est un crapaud de 48 à 120 mm de long, robuste, à la peau verruqueuse, couverte de taches verdâtres. La femelle est plus grande.
C'est une espèce au comportement plutôt nocturne.

## Reproduction
Au printemps, le crapaud vert sort de son terrier et il va se reproduire dans les mares. Les femelles pondent de 10 000 à 12 000 œufs en cordons gélatineux (les œufs sont groupés 2 par 2).

## Taxinomie
Les espèces Bufotes balearicus et Bufotes boulengeri étaient considérées comme synonymes de Bufotes viridis, le crapaud vert, jusqu'en 2006.

## Publication originale
- Laurenti, 1768 : Specimen medicum, exhibens synopsin reptilium emendatam cum experimentis circa venena et antidota reptilium austriacorum, Vienna Joan Thomae, p. 1-217 (texte intégral).